# Rezolucija Vijeća sigurnosti UN-a 786
Rezolucijom Vijeća sigurnosti UN-a 786, jednoglasno usvojenom 10. studenoga 1992., nakon ponovne potvrđivanja Rezolucije 781 (1992.), Vijeće je odobrilo preporuku glavnog tajnika Butrosa Butros-Galija da se poveća snaga Zaštitnih snaga Ujedinjenih naroda (UNPROFOR) u Bosna i Hercegovina od strane 75 promatrača koji će nadzirati zabranu vojnih letova iznad zemlje.
U rezoluciji je ponovno potvrđena zona zabrane leta koja se odnosi na vojne letove iznad Bosne i Hercegovine i pozdravljeno je prethodno raspoređivanje promatrača UNPROFOR-a i Promatračke misije Europske zajednice na aerodromima u Bosni i Hercegovini, Hrvatskoj i Saveznoj Republici Jugoslaviji (Srbija i Crna Gora). Pozvao je sve zainteresirane strane i vlade da surađuju sa Snagama Ujedinjenih naroda, tražeći od njih da sve zahtjeve za odobrenje svih letova koji se odnose na UNPROFOR i humanitarnu pomoć usmjere na Zaštitne snage.
Vijeće je također ponovilo svoju odlučnost da razmotri sva kršenja zone zabrane leta, napominjući da će razmotriti daljnje mjere ako to bude potrebno.

## Vanjske poveznice
- Text of the Resolution at undocs.org